# آوای امواج
آوای امواج (به ژاپنی: 潮騒، Shiosai)، رمانی از یوکیو میشیما است که در سال ۱۹۵۴ منتشر شد. شخصیت اصلی آن شینجی نام دارد که پسری ماهیگیر است که عاشق هاتسو، دختر یکی از ثروتمندان جزیره‌اش می‌شود.
میشیما در سال ۱۹۵۴ به خاطر این کتاب توانست جایزه شینچو را از انتشارات شینچوشا دریافت کند. یک فیلم و یک انیمیشن نیز از روی این کتاب ساخته شده‌است. این کتاب با ترجمه غلامحسین سالمی و توسط انتشارات نگاه منتشر شده است.

## داستان
شینجی کوبو (Shinji Kubo) پسری ماهیگیر است که به همراه مادرش که غواص مروارید است و برادر دانش‌آموز کوچکش، هیروشی (Hiroshi) در جزیره یوتا-جیما (Uta-Jima، به معنی جزیرهٔ آواها) زندگی می‌کند. پدرش در حمله هواپیماهای آمریکایی به قایق ماهیگیری که در آن کار می‌کرده کشته شده‌است. شینجی زندگی آرام و ساده‌ای دارد و از آن راضی است و در قایق صاحبکار خود، جوکیچی اویاما (Jukichi Oyama) کار می‌کند که تنها یک شاگر دیگر با نام ریوجی (Ryuji) دارد.
تروکیچی میاتا (Terukichi Miyata)، مردی ثروتمند در جزیره است که صاحب دو لنج بزرگ باری است و پس از مرگ پسرش، دخترش را که به یکی از جزیره‌های دیگر فرستاده برمی‌گرداند تا نزد خودش بماند. هاتسو (Hatsue) دختری زیبا است که غواصی مروارید می‌کند و تروکیچی برای او به دنبال شوهر مناسبی است. شینجی اولین بار هاتسو را هنگام رفتن به خانه صاحب فانوس دریایی می‌بیند و از اینکه او را نمی‌شناسد متعجب می‌شود اما با این حال مجذوب زیبایی او می‌شود. این دیدار اول با دیدارهای تصادفی دیگری همراه می‌شود و آن دو به هم دل می‌بندند.
چیاکو (Chiyoko)، دختر صاحب دریایی که همیشه از شینجی خوشش آمده برای تعطیلات از دانشگاهش در توکیو به جزیره برمی‌گردد و پس از دیدن این دختر و پسر با هم به نزد یاسوئه کاواموتو، نامزد خودخواه و پولدار هاتسو رفته و دربارهٔ او و شینجی بدگویی می‌کند.
پس از مدت‌ها بدگویی و شایعه‌های بسیار دربارهٔ شینجی و هاتسو، کماکان روابط این دو ساده و بی‌آلایش باقی‌مانده و داستان دلدادگی آن دو در سراسر جزیره پخش می‌شود. تروکیچی سرانجام دو پسر خواستگار هاتسو را با کار در کشتی باریش (یوتاجیما مارو) آزمایش می‌کند و سرانجام در پایان داستان، پس از مشخص شدن شایستگی شینجی، شینجی و هاتسو به هم می‌رسند.